# Diadem

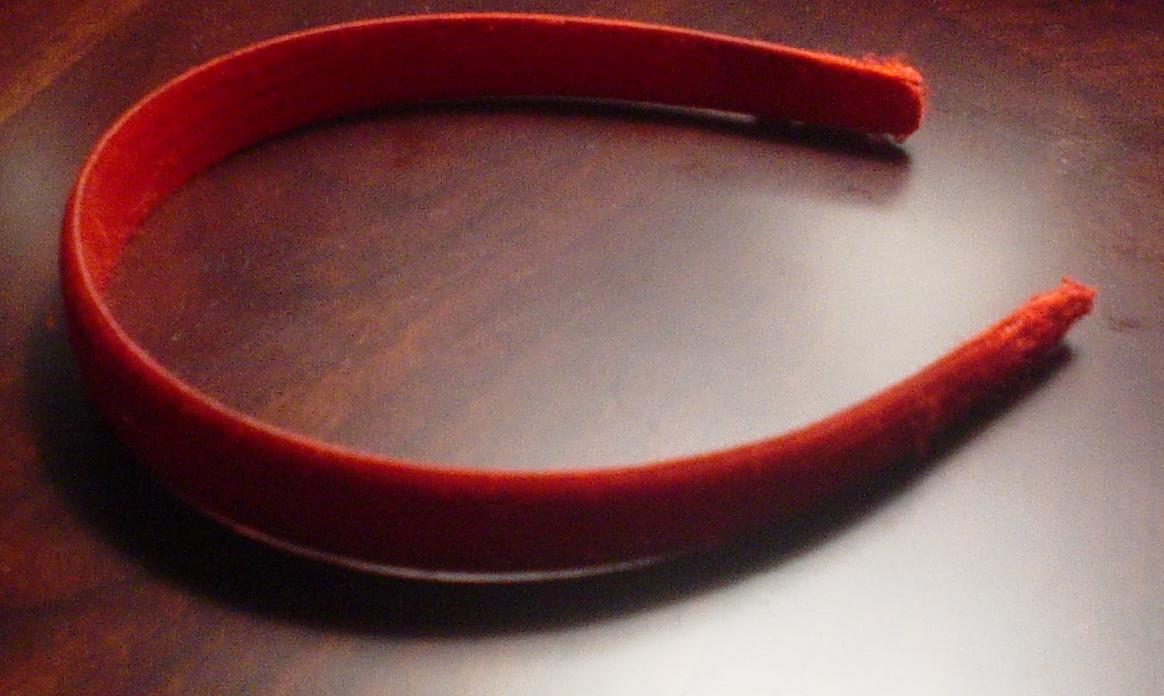
Tygklätt diadem.

Bruddiadem.

Diadem (grekiska: diaʹdēma ’bindel’, av diadeʹō ’binda om’) är en hårprydnad i form av ett pannband, även benämnd tiara. Det användes i forntiden av kungar, och återupptogs igen under 1800-talet för att därefter växla i popularitet.

## Historik
Det bars av under antiken av egyptiska, assyriska, persiska och hellenistiska härskare. I forntidens Egypten var faraonernas värdighetstecken ett gyllene band likt en kobra som reser sig som en krona framtill. Inom grekisk mytologi associerades diademet med Dionysos (Liber Pater i Rom) som sades ha uppfunnit det för att lindra huvudvärk. Som kunglighetstecken togs diademet upp i den grekiska kultursfären av Alexander den store efter förebild hos de persiska storkungarna, som bar ett blåvitt band runt den kungliga tiaran. I Rom avstod Julius Caesar när han blev erbjuden ett diadem av Antonius, eftersom det var en symbol för monarki. Omkring 300 e. Kr. tog kejsar Diocletianus upp det som värdighetstecken. Konstantin använde ett diadem dekorerat med pärlor.
Numera kan vem som helst bära ett diadem. 
Diadem med högt mittstycke inspirerade av antikens lagerkransar kom åter under klassicismen och fick sitt stora genombrott i samband med Napoleon I:s kröning 1804. De återkom i modet under andra nyklassicistiska stilperioder, bland annat runt sekelskiftet 1900 och på 1920-talet, då det skulle sitta så lågt att det såg ut som ett pannband.
Diadem för vardagsbruk används för att hålla långt hår på plats och som prydnad. Under 1970- och 1980-talet blev diadem i plast moderna. Dessa har ofta små taggar på undersidan för att få bättre fäste i håret. De kan också vara överklädda med textil. Under 2000-talet har diademet åter varit på modet.

## Galleri

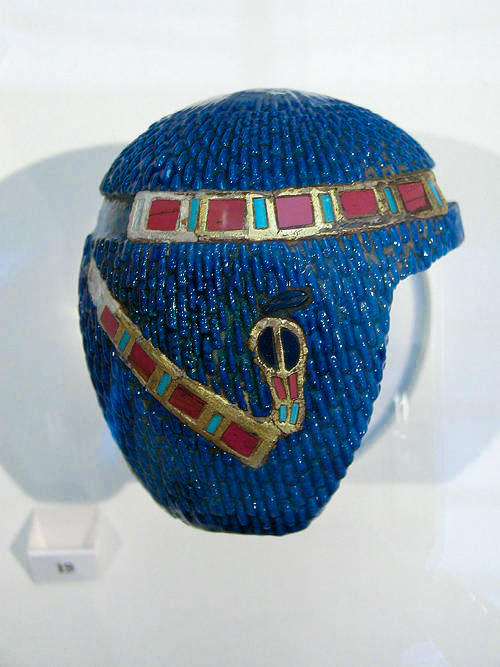
Egyptisk peruk med diadem, 19:e dynastin
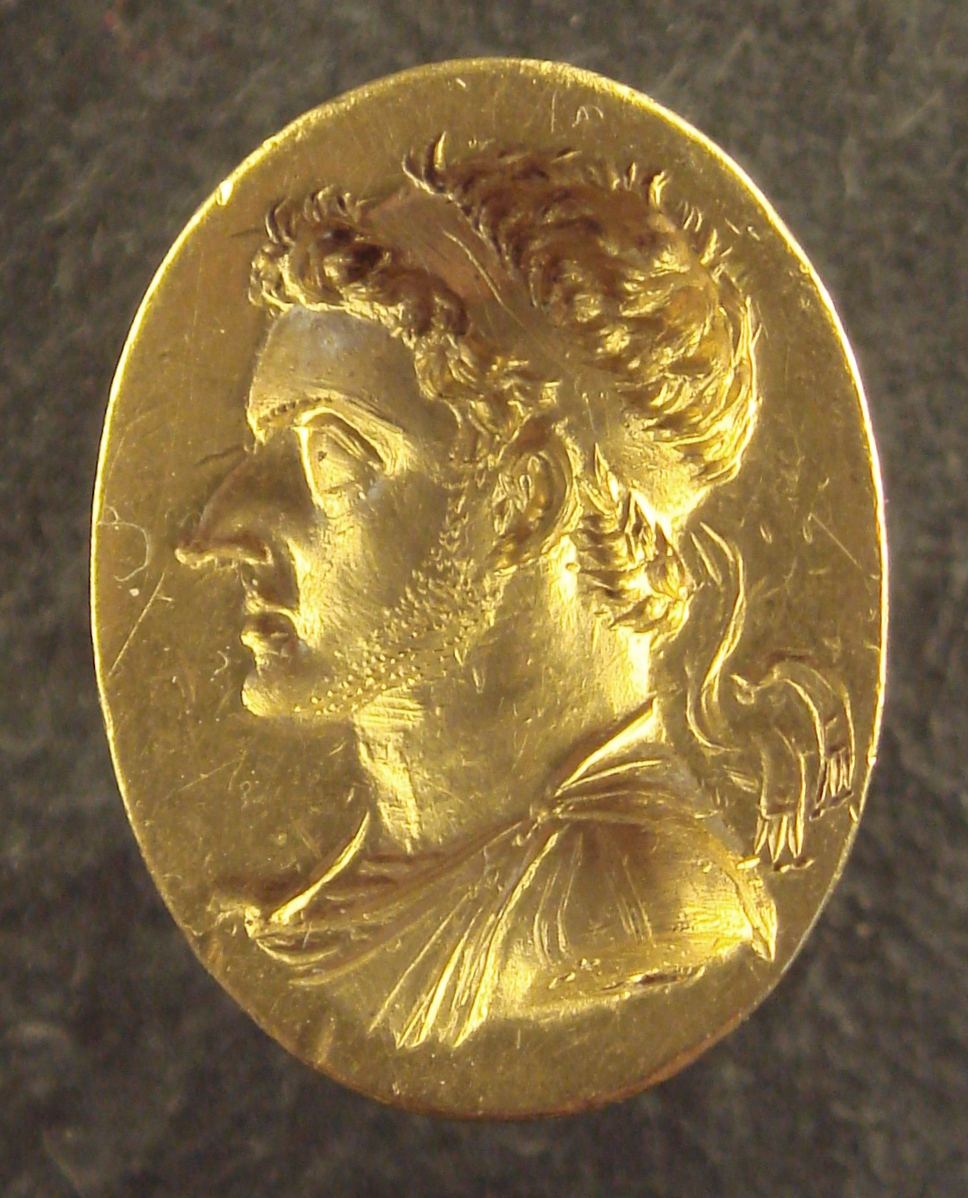
Avbildning av kung Ptolemaios VI Filometor med diadem i grekisk stil
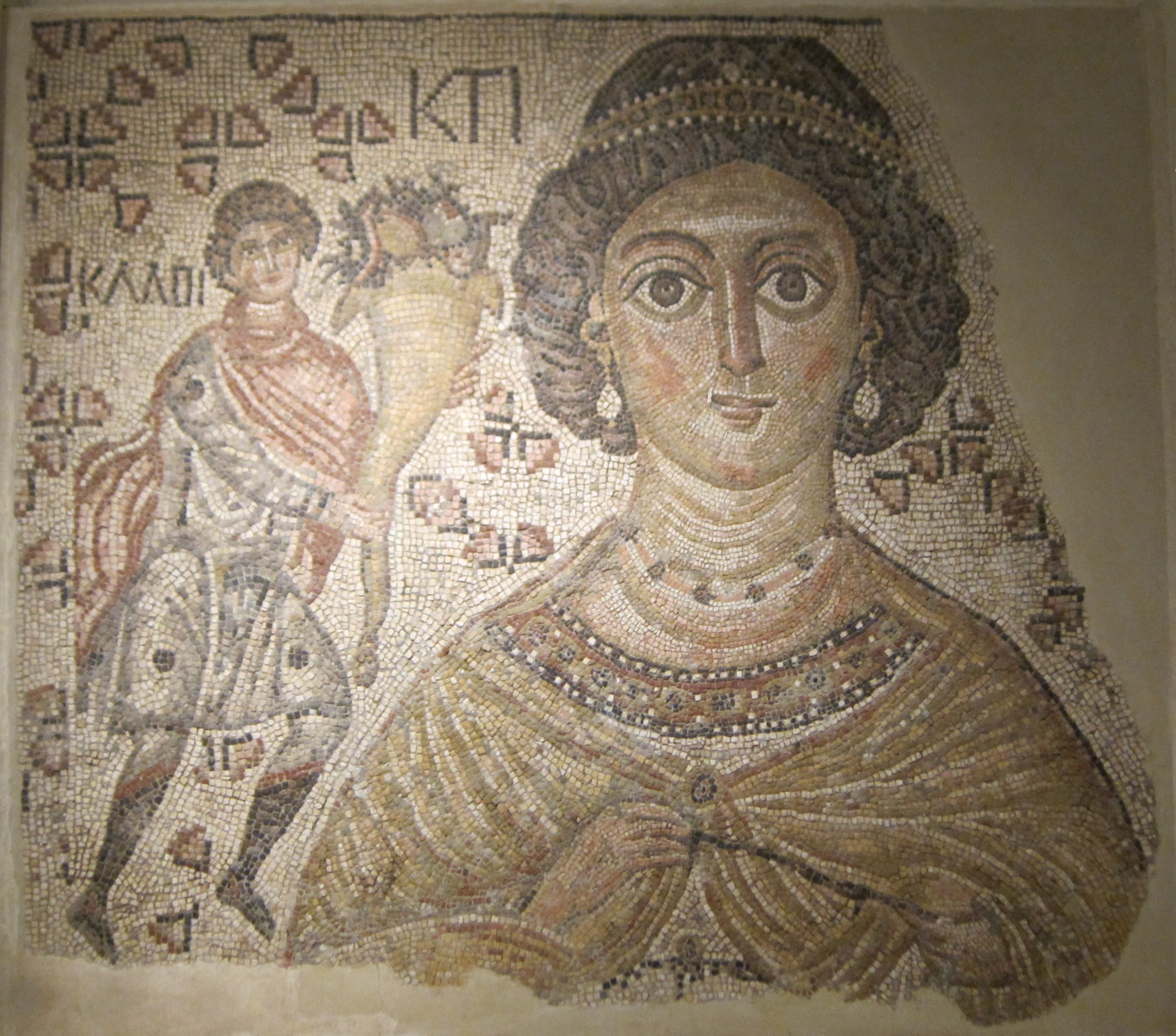
Bysantisk golvmosaik med personifikationen Ktisis med diadem
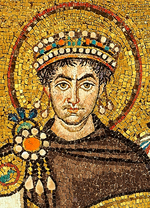
Bysantinska kejsaren Justinianus med ett utsmyckat diadem
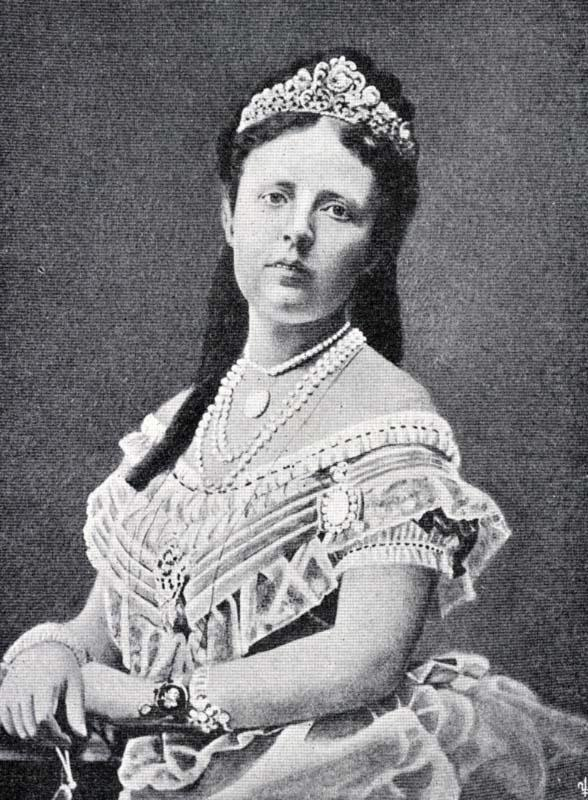
Sofia av Nassau med diademprytt huvud
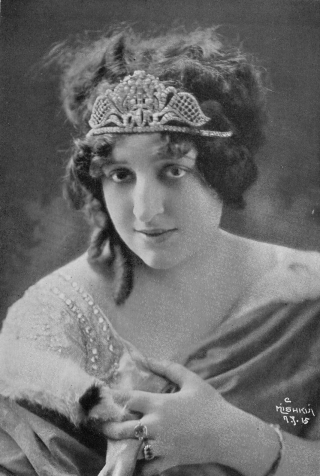
Claudia Muzio iklädd diadem